# Luçay-le-Libre
Luçay-le-Libre település Franciaországban, Indre megyében. Lakosainak száma 105 fő (2022. január 1.). Luçay-le-Libre Graçay, Nohant-en-Graçay, Giroux, Meunet-sur-Vatan és Saint-Pierre-de-Jards községekkel határos.

## Népesség
A település népességének változása:
| Lakosok száma | 195  | 129  | 102  | 106  | 117  | 104  | 99   | 102  | 103  | 105  |
|               | 1968 | 1982 | 1990 | 2006 | 2013 | 2015 | 2017 | 2019 | 2020 | 2022 |